# Bahnstrecke Kronach–Nordhalben
| Schienenbus am Haltepunkt Dürrenwaid |                      |                           |                           |
| Streckennummer: | 5012                 |                           |                           |
| Kursbuchstrecke (DB): | ex 829               |                           |                           |
| Kursbuchstrecke: | 414x (1946)          |                           |                           |
| Streckenlänge: | 24,88 km             |                           |                           |
| Spurweite: | 1435 mm (Normalspur) |                           |                           |
| |                      |                           |                           |
| \| \| \| von Probstzella \| \| \| \| 0,00 \| Kronach \| Kronach \| \| \| \| nach Hochstadt-Marktzeuln \| \| \| \| \| Haßlach \| \| \| \| \| Anschluss Loewe \| \| \| \| 3,69 \| Höfles \| Höfles \| \| \| 5,42 \| Unterrodach \| Unterrodach \| \| \| \| Rodach \| \| \| \| 8,30 \| Zeyern \| Zeyern \| \| \| \| Rodach \| \| \| \| 11,01 \| Wallenfels \| Wallenfels \| \| \| \| Rodach \| \| \| \| 13,92 \| Steinwiesen \| Steinwiesen \| \| \| \| Rodach \| \| \| \| 18,73 \| Mauthaus \| Mauthaus \| \| \| \| Rodach \| \| \| \| \| Rodach \| \| \| \| 23,37 \| Dürrenwaid \| Dürrenwaid \| \| \| 24,88 \| Nordhalben \| Nordhalben \| |                      |                           |                           |
| Strecke |                      | von Probstzella           | von Probstzella           |
| Bahnhof | 0,00                 | Kronach                   | Kronach                   |
| Abzweig ehemals geradeaus und nach rechts |                      | nach Hochstadt-Marktzeuln | nach Hochstadt-Marktzeuln |
| Brücke über Wasserlauf (Strecke außer Betrieb) |                      | Haßlach                   | Haßlach                   |
| Abzweig geradeaus und nach links (Strecke außer Betrieb) |                      | Anschluss Loewe           | Anschluss Loewe           |
| Haltepunkt / Haltestelle (Strecke außer Betrieb) | 3,69                 | Höfles                    | Höfles                    |
| Haltepunkt / Haltestelle (Strecke außer Betrieb) | 5,42                 | Unterrodach               | Unterrodach               |
| Brücke über Wasserlauf (Strecke außer Betrieb) |                      | Rodach                    | Rodach                    |
| Haltepunkt / Haltestelle (Strecke außer Betrieb) | 8,30                 | Zeyern                    | Zeyern                    |
| Brücke über Wasserlauf (Strecke außer Betrieb) |                      | Rodach                    | Rodach                    |
| Bahnhof (Strecke außer Betrieb) | 11,01                | Wallenfels                | Wallenfels                |
| Brücke über Wasserlauf (Strecke außer Betrieb) |                      | Rodach                    | Rodach                    |
| Haltepunkt / Haltestelle Strecke bis hier außer Betrieb | 13,92                | Steinwiesen               | Steinwiesen               |
| Brücke über Wasserlauf |                      | Rodach                    | Rodach                    |
| Bahnhof | 18,73                | Mauthaus                  | Mauthaus                  |
| Brücke über Wasserlauf |                      | Rodach                    | Rodach                    |
| Brücke über Wasserlauf |                      | Rodach                    | Rodach                    |
| Bahnhof | 23,37                | Dürrenwaid                | Dürrenwaid                |
| Kopfbahnhof Streckenende | 24,88                | Nordhalben                | Nordhalben                |

Die Bahnstrecke Kronach–Nordhalben war eine Nebenbahn in Bayern. Sie verlief von Kronach über Steinwiesen nach Nordhalben. Die ursprünglich 24,88 Kilometer lange Strecke wird auch als Rodachtalbahn bezeichnet, da sie dem Tal des Main-Nebenflusses Rodach folgt.

## Geschichte
Die Nebenbahn wurde am 26. Juli 1900 eröffnet. Der Personenverkehr wurde am 30. Mai 1976 eingestellt, Güterzüge fuhren bis zum 25. September 1994 nach Nordhalben.
Das Eisenbahn-Bundesamt genehmigte mit Schreiben vom 9. Dezember 1994 die dauerhafte Einstellung des Betriebs zwischen Wallenfels (ausschließlich) und Nordhalben. Die DB kündigte an, dies zum 12. Februar 1995 umzusetzen.
Bis zum 1. August 2002 war über die Strecke noch das Werk der Loewe AG an das Schienennetz angebunden, dann ruhte der gesamte Verkehr. Nach der Stilllegung der Infrastruktur zwischen Kronach und Steinwiesen wurden die Gleise auf diesem Abschnitt im Jahr 2005 abgebaut. Auf einem Großteil der Strecke ist ein Radweg angelegt worden, dazu wurden auch die Brücken über die Rodach saniert oder neu gebaut.
Auf der verbliebenen elf Kilometer langen Teilstrecke zwischen Steinwiesen und Nordhalben betreiben die Eisenbahnfreunde Rodachtalbahn e. V. seit dem 15. September 2007 eine Museumsbahn. Der Zug, welcher auch als Roter Brummer bezeichnet wird, besteht aus dem Uerdinger Schienenbus 798 731 mit dem Steuerwagen 998 744. Betriebstage sind Sonn- und Feiertage im Sommer und Herbst sowie verschiedene Fahrten zu besonderen Feiertagen.
Der Bahnhof Dürrenwaid wurde im Jahr 2008 wieder in Betrieb genommen. Er liegt knapp vier Kilometer westlich vom gleichnamigen Ortsteil der Gemeinde Geroldsgrün und besitzt noch das ursprüngliche und in die Denkmalliste des Bayerischen Landesamtes für Denkmalpflege aufgenommene Empfangsgebäude. Der Bahnhof befindet sich im Landkreis Kronach, der Ort im Landkreis Hof.
Am Bahnhof Nordhalben stehen zwei Speisewagen mit einem einfachen Restaurationsbetrieb.

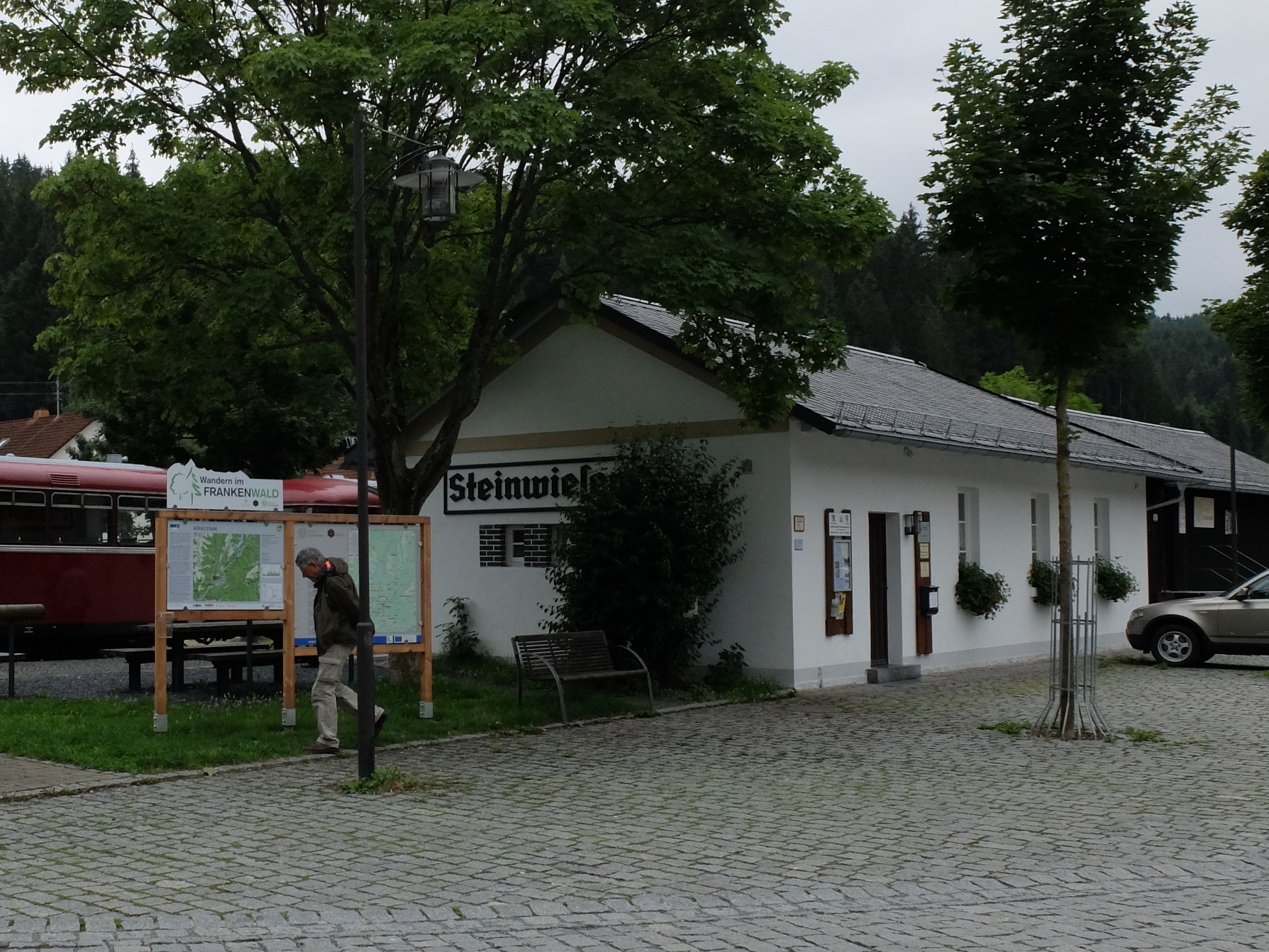
Bahnhof Steinwiesen
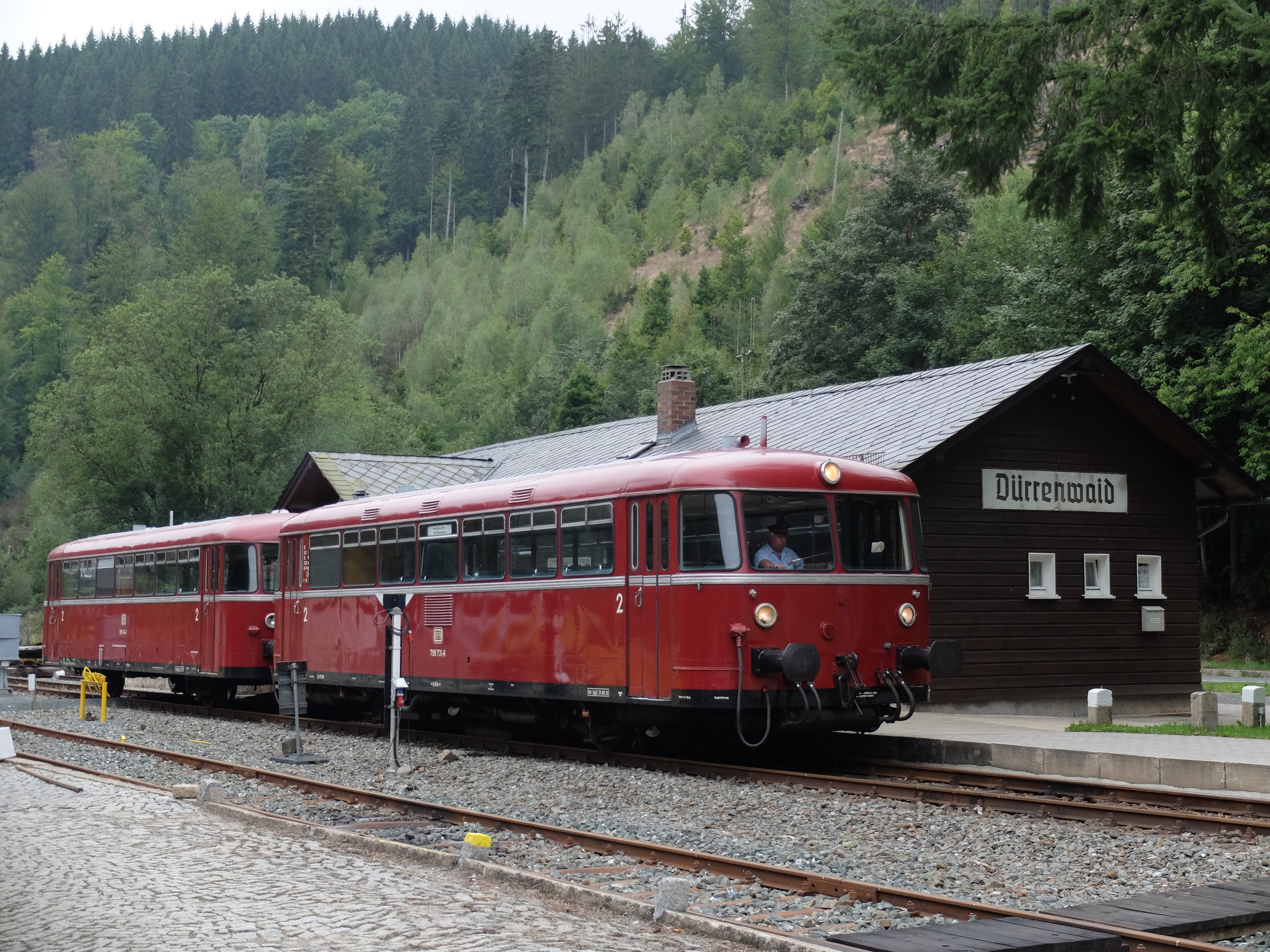
Bahnhof Dürrenwaid
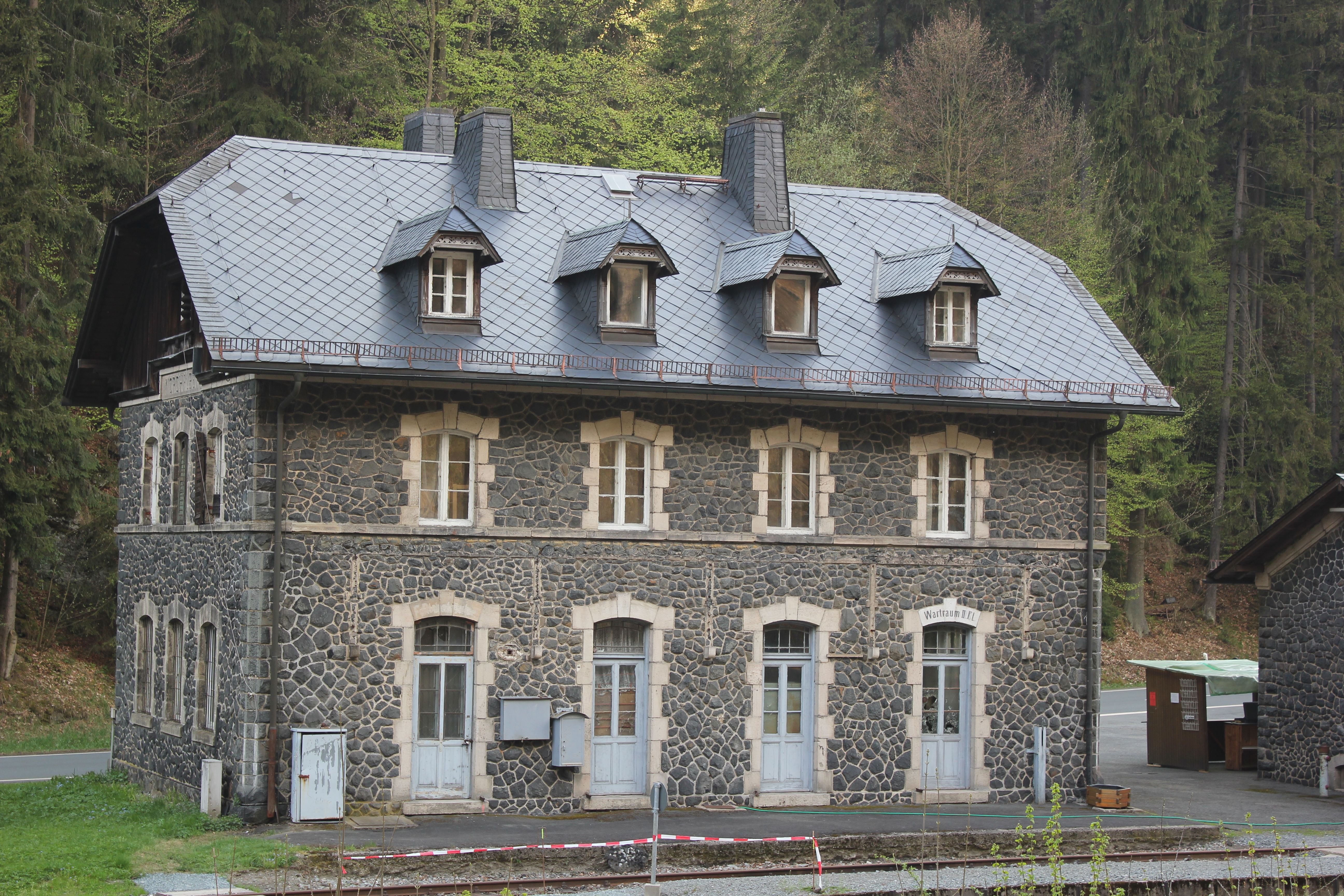
Bahnhof Nordhalben
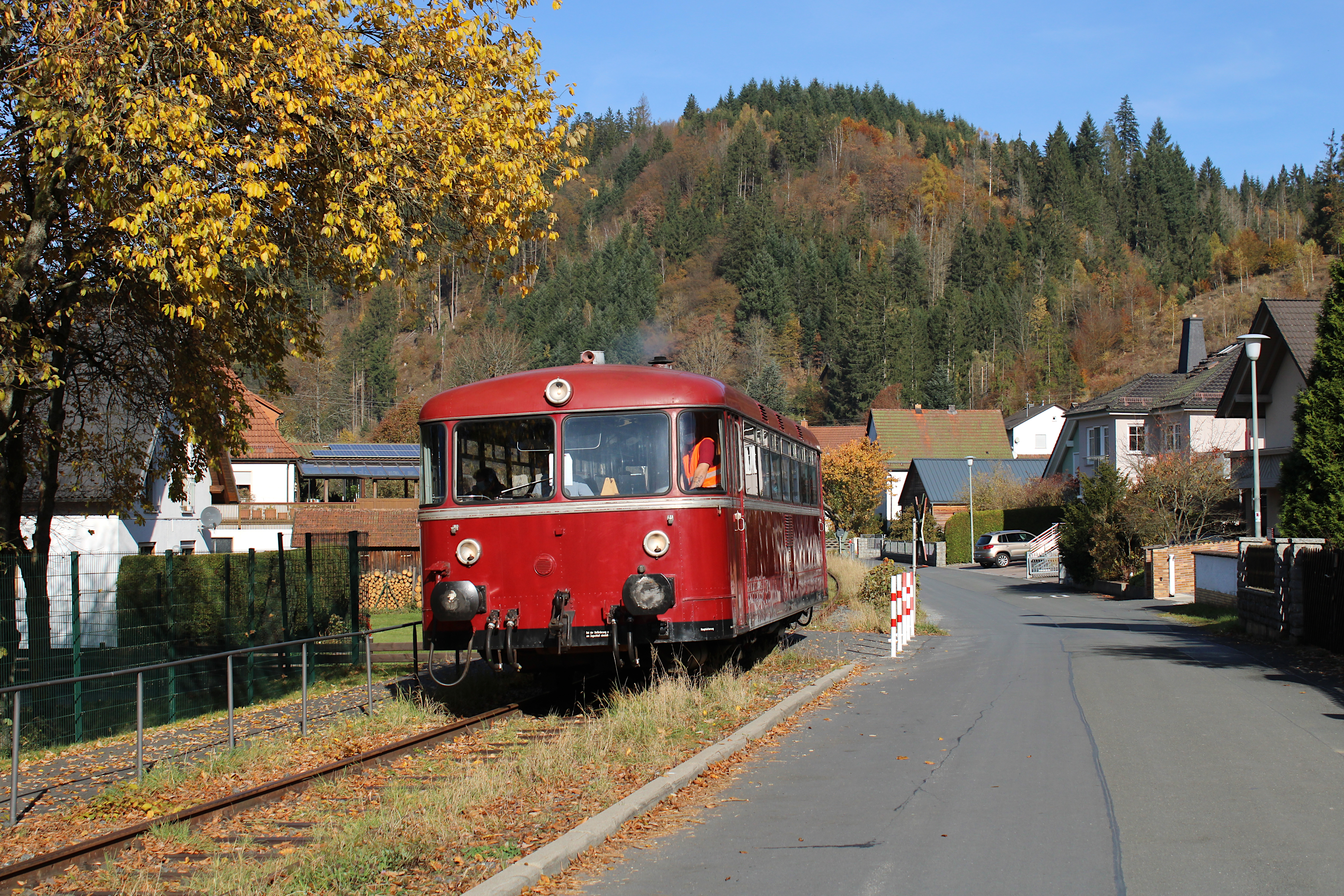
Der Schienenbus 798 731 fährt in Steinwiesen ein, November 2021